# 托克馬克區

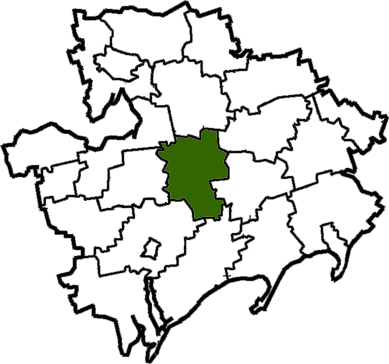
撤销前托克馬克區在扎波羅熱州的位置

托克馬克區（烏克蘭語：Токмацький район），曾是烏克蘭東南部扎波羅熱州的一個區，行政中心設於托克馬克，面積1,442平方公里，2013年人口23,612，人口密度每平方公里16.37人。
该区在2020年7月18日的乌克兰行政区划改革中被撤销，改革后扎波羅熱州下分为5个区，托克馬克區合并至波洛希區。